# Újezdsko
Újezdsko (deutsch Aujest, früher Augestko) ist ein Ortsteil der Gemeinde Kostelany in Tschechien. Er liegt zehn Kilometer südlich von Kroměříž und gehört zum Okres Kroměříž.

## Geographie
Újezdsko befindet sich im Norden des Marsgebirges in der Quellmulde eines kleinen Zuflusses zum Bach Cvrčovický potok. Südöstlich erhebt sich die Dvorská (382 m), im Süden der Slaměnák (431 m) und die Jílová (544 m), südwestlich der Brdo (587 m) und im Westen die Světlá (394 m).
Nachbarorte sind Soběsuky, Zlámanka und Lhotka im Norden, Boří im Nordosten, Lubná und Čenče im Osten, Kostelany im Südosten, Salaš und Bunč im Süden, Cetechovice, Salárna und Roštín im Südwesten, Světlá im Westen sowie Cvrčovice und Milovice im Nordwesten.

## Geschichte
Erstmals schriftlich erwähnt wurde das zur Herrschaft Kvasice gehörige Dorf Vgezdecz im Jahre 1365, als Milota II. von Benešov den Ort seiner Frau Elisabeth von Sternberg überschrieb. Wenig später erfolgte eine Teilung des Dorfes, dabei fiel ein Anteil der Herrschaft Zástřizly zu. 1381 überschrieb Protivec von Zástřizl seine Hälfte zusammen mit dem halben Dorf Zástřizly als Mitgift an seine Frau. Am Übergang zum 15. Jahrhundert muss Protivec auch die andere Hälfte erlangt haben, denn 1406 verkaufte er das ganze Dorf einschließlich des Hofes und des Weinberges an Prokop von Podolí. Ab 1412 gehörte Vgezdecz dauerhaft zum landesherrlichen Gut Zdounky. Im Jahre 1520 ist erstmals, kurioserweise sowohl im Besitzverzeichnis des Gutes Zdounky als auch der Herrschaft Kvasice, vom wüsten Dorf Vgezdecz die Rede und 1561 wurde der Ort unter der Bezeichnung Augezdeczko erneut, und wiederum zugleich bei Kvasice und Zdounky als wüst bezeichnet. Die daraus annehmbare Vermutung, dass bei Kvasice ein weiteres gleichnamiges Dorf bestanden hat, das zudem zeitgleich wüst lag, gilt als unwahrscheinlich.
Nach der Niederschlagung des Walachischen Aufstandes im Jahre 1644 ließ der Besitzer der Herrschaft Kvasice, Landeshauptmann Johann Anton von Rottal, Bewohner der östlichen Walachei nach Augezdeczko zwangsumsiedeln. 1658 war Augezdeczko wiederbesiedelt. Im Jahre 1667 wurde das Dorf wieder an die Herrschaft Zdounky angeschlossen. Zu dieser Zeit bestand der Ort aus zehn Chaluppen und einer herrschaftlichen Rinderstallung. Ab 1670 wurde das Dorf als Oujezdek / Augezdek bezeichnet. Bis zur Mitte des 19. Jahrhunderts blieb der Ort immer nach Zdounky untertänig.
Nach der Aufhebung der Patrimonialherrschaften bildete Augezdsko ab 1850 eine Gemeinde in der Bezirkshauptmannschaft Kroměříž. Ab 1872 führte sie den Namen Újezdsko und ab 1893 zugleich Oujezdsko und Újezdsko. Seit 1924 ist Újezdsko der amtliche Ortsname. Mit Beginn des Jahres 1961 wurde Újezdsko zusammen mit Kostelany und Lhotka zu der Gemeinde Chřibsko vereinigt. Diese änderte zum 1. April 1991 ihren Namen in Kostelany. In Újezdsko lebten 1991 81 Personen. Beim Zensus von 2001 bestand der Ort aus 59 Häusern, in denen 83 Menschen lebten. Ende 2010 hatte Újezdsko 96 Einwohner.
Regional gehört Újezdsko zur Mährischen Slowakei, jedoch hat sich in dem Dorf, wie auch in Nová Dědina der walachische Dialekt erhalten.

## Sehenswürdigkeiten
- Kapelle
- Kreuz aus der ersten Hälfte des 20. Jahrhunderts
- Tal Kopský žleb, in den Wäldern südwestlich des Dorfes
- Naturschutzgebiet Včelín, nordwestlich des Ortes am Cvrčovický potok